# Hugo Dyson
Hugo Dyson, eigentlich Henry Victor Dyson Dyson (* 7. April 1896 in Hove, East Sussex; † 6. Juni 1975 in Oxford) war ein englischer Professor und Literaturwissenschaftler.

## Leben
Hugo Dyson war seit 1924 an der University of Reading tätig, wo er Anglistik unterrichtete. Im Jahre 1945 wechselte er an das Merton College der Universität Oxford, wo er bis 1963 eine Stellung als Fellow und Tutor innehatte. Dyson war ein Experte in Bezug auf William Shakespeares Literatur sowie ein Mitglied der Vereinigung der „Inklings“. Er war mit den Schriftstellern C. S. Lewis und J. R. R. Tolkien befreundet.
Dysons Grab befindet sich in Holywell auf dem St. Cross Churchyard in Oxfordshire, England.

### Eine Anekdote
An einem Tag im September 1931 soll C. S. Lewis zwei Bekannte zu sich ins Magdalen College eingeladen haben, um mit ihnen zu speisen. Der eine davon war Tolkien, der andere Hugo Dyson. Lewis hatte Dyson im Jahr zuvor durch Nevill Coghill kennengelernt. Im Laufe des Abends begannen sich die drei Männer bei einem Spaziergang über das Schulgelände über Metaphern und Mythen zu unterhalten. Lewis zweifelte daran, dass die alten Mythen einen wahren Kern haben könnten. Er sagte: „So schön und bewegend solche Geschichten auch sein mögen, so sind sie letztlich doch unwahr.“ (Wörtlich gegenüber Tolkien sagte er: myths are “lies and therefore worthless, even though breathed with silver”. – Mythen sind „Lügen und daher wertlos, wenngleich durchhaucht von Silber.“) „Nein“, antwortete Tolkien, „sie sind keine Lügen.“ Daraufhin kam plötzlich ein kalter Wind auf und blies so viele Blätter auf sie herab, dass sie dachten es würde regnen. Sie hielten gebannt den Atem an.

### Dyson im Fernsehen
Als die BBC in der Mitte der 1960er Jahre jemanden suchte, der im Fernsehen Vorträge über Shakespeare abhalten könnte, wandten sie sich aufgrund seiner Fachkenntnisse an Hugo Dyson. Die Serie der BBC war so erfolgreich, dass Dyson gebeten wurde eine kleine Rolle in dem Film „Darling“ an der Seite von Dirk Bogarde und Julie Christie zu spielen. Dyson hatte einige kleinere Auftritte in Film- und Fernsehproduktionen.
Filmografie
- 1965: Famous Gossips (drei Folgen)
- 1965: Monsieur Sebastian Melmoth (in der Einleitung als er selbst)
- 1965: The Years with Mother (in der Einleitung als er selbst)
- 1965: The Antiquary (in der Einleitung als er selbst)
- 1965: Darling (ungenannt als Darsteller)